# Клеро (музичарка)
Клер Елизабет Котрил (енгл. Claire Elizabeth Cottrill, Атланта, 18. август 1998), позната као Клеро (енгл. Clairo), америчка је певачица и ауторка песама. Рођена је у Атланти, а одрасла у Карлајлу, Масачусетсу, Котрил је почела да поставља музику онлајн од своје 13. године.
Постала је позната због успеха њеног музичког спота Pretty Girl 2017. године. Убрзо након тога је потписала уговор са музичком кућом Фејдер и избацила први ЕП „Diary 001” (2018). Њен први студио албум „Immunity” (2019) је добио похвале критичара, са истакнутим сингловима „Bags” и „Sofia”, а „Sofia” је постао њен први сингл који се појавио на америчкој листи Билборд хот 100. Њен други студио албум „Sling” је објављен 2021. године. Албум је добио похвале критичара и појавио се у топ 20 америчке листе Билборд 200.

## Биографија

### Детињство
Котрил је рођена у Атланти, а одрасла је у Карлајлу, Масачусетсу. Ћерка је Џефа Котрила и Али Котрил, дизајнерке и фотографа. 

### 2011—2017: почетак каријере
Котрил је почела да снима прераде песама са 13 година. Почела је да поставља песме на сајту Bandcamp под именом Клеро. Наставила је да поставља прераде песама и миксове реп музике на Саундклауду. Такође је имала Јутјуб канал где је постављала прераде и кратке филмове.
Избацила је ЕП „Do U Wanna Fall in Love?” 2013. године, а затим и „Aquarius Boy”, „Late Show, Moth Girl”, „Metal Heart” и „Have a Nice Day” који су изашли 2015. године.
Клеро се прославила 2017. године са виралним видеом песме „Pretty Girl” на Јутјубу. Песма је снимљена за инди-рок комплиацију за правну организацију Transgender Law Center. Видео је постао популаран на Вејпорвејв Фејсбук страницама.
Успехом песме „Pretty Girl” Котрил је добила пажњу великих музичких кућа попут Капитол Рекордс, РЦА и Колумбије. Џон Коен, један од оснивача Фејдера, је потписао Клеро у своју музичку кућу која је повезана са истоименим часописом. 

### 2018—данас:ImmunityиSling
Дана 25. маја 2018. године, Клеро је објавила ЕП „Diary 001” преко музичке куће Фејдер. Истог месеца је објавила да ће ићи на турнеју Северне Америке. У октобру 2018. године је наступала на Лолапалузи, а 2019. године на Кочaели.
Дана 24. маја 2019. године, Клеро је избацила нови сингл „Bags”, и најавила први студио албум „Immunity”, који је изашао 2. августа 2019. Касније ће избацити синглове „Closer to You” и „Sofia”. Због великог комерцијалног успеха, Apple Music ју је прозвао као „Up Next” уметник у августу 2019. Клеро је њен први телевизијски наступ имала у септембру 2019. године, на програму Џими Кимел Лајв!. У децембру 2019. Клеро је 2019. добила награду поп уметника године на додели Boston Music Awards, као и албум године за „Immunity”.
У априлу 2020. Клеро је потврдила да ради на другом студио албуму. У октобру исте године је основала бенд Shelly са инди-поп уметником Клаудом и два заједничка пријатеља са Универзитета Сиракузе. Као група су избацили две песме „Steeeam” и „Natural” 30. октобра 2020.
Клеро је избацила сигнл „Blouse” 11. јуна 2021. са њеног другог студио албума „Sling”, који је најављен истог дана. Албум је објављен  16. јула 2021. Клеро је у фебруару 2022. кренула на турнеју по Северној Америци. Последња три датума турнеје су била отказана због техничког инцидента на наступу у Торонту, где је имала привремено оштећење слуха.

## Дискографија

### Студијски албуми
- (2019)
- (2021)